# Eupalamo
Nella mitologia greca, Eupalamo  (in greco antico: Εὐπαλάμος) era il nome di uno dei figli di Metione.

## Il mito
Secondo una versione del mito era il padre di Dedalo.  In altre fonti gli sono attribuiti padri diversi:  Palamone o il figlio stesso di Eupalamo Metione (infatti secondo una versione minore Eupalamo non era il figlio di Metione ma il padre).
Ebbe una figlia, Metiadusa